# Thomas Le Franc
Thomas Le Franc est un médecin grec du XVe siècle, natif de Coron, en Morée, qui fut le premier médecin (protophysicus) du roi de France Charles VII de 1450 à sa mort en octobre 1456.
Originaire du Péloponnèse, il est passé par l'Italie, notamment Milan, et fut attiré en France par un prélat d'origine milanaise, Zanon de Castiglione, neveu d'un cardinal influent, qui fut successivement évêque de Lisieux, puis de Bayeux, de 1424 à 1459. De Normandie, il passa en Angleterre : il fut naturalisé anglais par un document de la chancellerie du roi Henri VI daté du 26 juillet 1436 (« dilecto nobis Thome Franc, magistro in medicina, in Grecia oriundo »). Une lettre à lui adressée (« Magistro Thome Greci ») par Roland de Talentis, un Italien secrétaire de l'évêque Castiglione et devenu chanoine de Bayeux, révèle qu'il était au service d'Humphrey de Lancastre, duc de Gloucester, mort en février 1447. Ensuite, il repassa en France, et les extraits des comptes royaux prouvent qu'il fut attaché à la maison du roi Charles VII à partir de l'année courant d'octobre 1450 à septembre 1451. Le 19 mars 1452, il se vit conférer par le roi le droit de disposer par testament des biens qu'il avait acquis ou pourrait acquérir dans le royaume. Au mois de juillet suivant, il légitima son fils naturel Guillaume.
Il était l'ami d'humanistes italiens : Maffeo Vegio lui dédia son Dialogus Veritatis et Philalethis (composé peu avant 1445). D'autre part, neuf lettres de Francesco Filelfo adressées à Thomas Le Franc, datant d'entre 1454 et 1456, nous sont parvenues (huit en latin et une en grec). Lui est également dédié le De re funeraria d'Antoine Astesan, poète et orateur italien de langue latine (originaire d'Asti) qui fut secrétaire de Charles d'Orléans. C'est recommandé par Francesco Filelfo auprès de Thomas Le Franc que Gregorio Tifernate, premier professeur de grec de l'Université de Paris, se rendit en France.
Son fils Guillaume Le Franc, docteur ès lois, fut notaire et secrétaire du roi Louis XI. En octobre 1469, il partit pour Rome avec Guillaume Cousinot de Montreuil (ambassade destinée à justifier auprès du pape l'emprisonnement du cardinal Jean de la Balue), et il fut choisi parce qu'il connaissait l'italien. Pendant son séjour à Paris (1476 - 1478), Filippo Beroaldo lui dédia une édition de Salluste. Celui-ci eut également un disciple nommé en latin « Joannes Francus » à qui il dédia une édition de Virgile publiée à Paris en 1494 : c'était probablement le fils de Guillaume.